# 李世田
李世田（1927年—），山东文登人，中国人民解放军将领、中国人民解放军中将。
1985年，接替李长如，担任北海舰队政治委员。1990年，由张海云接任。1988年，授中国人民解放军中将军衔，曾任海军副政治委员